# پرچم فنلاند
پرچم فنلاند (به فنلاندی: Suomen lippu) که پرچم صلیب آبی نیز خوانده می‌شود، به ابتدای سده بیستم میلادی برمی‌گردد. بر روی یک پس‌زمینه سفید، یک صلیب شمالی سزمه ای رنگ نقش بسته‌است که نماد مسیحیت می‌باشد. پرچم دولتی شامل نشان دولتی فنلاند نیز می‌شود که در پرچم عادی وجود ندارد. پرچم فنلاند آبی و سفید است. آبی نشان دهنده دریاچه‌های متعدد فنلاند و آسمان بالای آنها است، در حالی که سفید نشان دهنده برفی است که کشور را در زمستان می‌پوشاند.